# Walter von Unruh (Generalmajor)

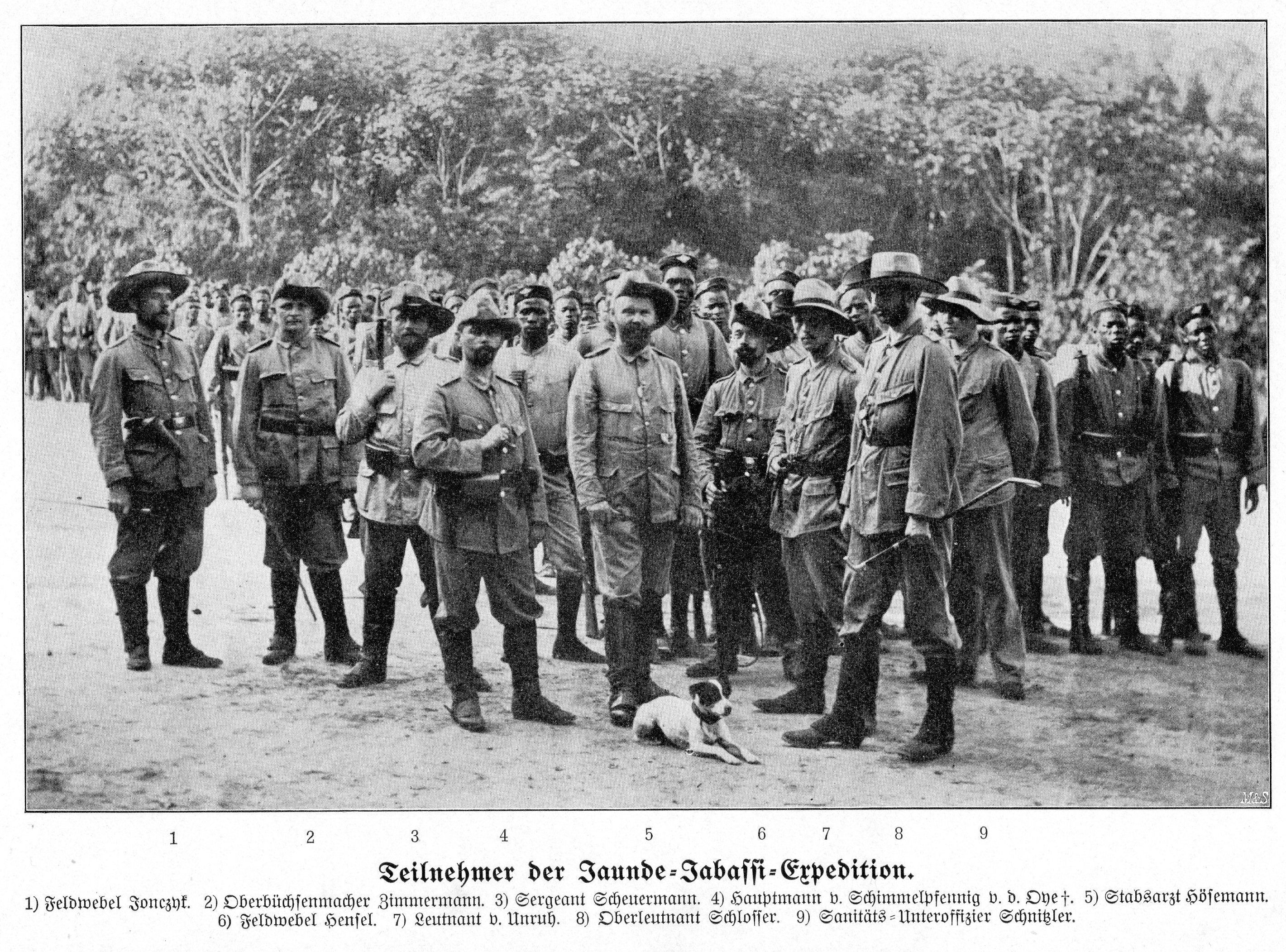
Walter von Unruh (7) auf der Jaunde-Jabassi-Expedition

Walter von Unruh (* 3. Mai 1875 in Klein Münche; † 4. August 1945 in Berlin) war ein deutscher Generalmajor im Zweiten Weltkrieg.

## Leben
Walter war der Sohn des Rittergutsbesitzers Eugen von Unruh (1824–1896) und dessen Ehefrau Emma, geborene Freytag (1836–1912). Sie war eine Tochter der Karoline Florentine Elisabeth Balde und des preußischen Landrats Ignaz Freytag, auch Gutsherr auf Pathaunen. Dem Vater gehörten die Güter Klein-Münche, Tutschempe und Milostowko.
Am 5. November 1894 trat Unruh als Fahnenjunker in das Infanterie-Regiment „Graf Kirchbach“ (1. Niederschlesisches) Nr. 46 der Preußischen Armee ein. Dort wurde er am 4. August 1896 zum Sekondeleutnant befördert. Eine weitere Beförderung zum Oberleutnant erfolgte 1906, die zum Hauptmann 1911. Zwei Mal schied Unruh aus der Armee, um in der Schutztruppe der Kolonie Kamerun seinen Dienst zu versehen. So war er vom 30. Juni 1900 bis 22. November 1902 und vom 19. November 1912 bis 12. August 1914 in Afrika tätig.
Bereits 1906 hatte er in Flensburg die Reeders-Tochter Lizzie Jepsen (1882–1967) geheiratet. Nachfahren sind nicht überliefert.
Im Ersten Weltkrieg war Unruh zunächst Kompaniechef im Infanterie-Regiment „Großherzog von Sachsen“ (5. Thüringisches) Nr. 94, später Bataillonskommandeur. Hier wurde er 1916 zum Major befördert. Am 31. Dezember 1920 schied er unter Verleihung des Charakters als Oberstleutnant aus der Reichswehr aus, um bis zum 31. März 1922 in der rechtsextremen paramilitärischen Organisation Escherich tätig zu sein.
Am 1. Oktober 1933 wurde Unruh als E-Offizier für die Reichswehr reaktiviert und leitete das Wehr-Bezirkskommando II in Bremen. In dieser Funktion am 15. Mai 1934 zum Oberst befördert, schied Unruh am 30. September 1935 erneut aus dem Dienst.
Zu Beginn des Zweiten Weltkriegs wurde Unruh als z.V.-Offizier erneut verwendet und seit dem 23. September 1939 zunächst als Quartiermeister der Ober-Feld-Kommandantur 581 eingesetzt. Am 6. Februar 1940 wurde er Erster Generalstabsoffizier der Kommandantur Warschau, kurz darauf, am 1. März 1940, Kommandeur der Ober-Feld-Kommandantur Warschau und Stadtkommandant. Diesen Posten hatte er bis zu seiner Versetzung in die Führerreserve am 25. April 1942 inne. Zuvor war er am 1. Juli 1941 zum Generalmajor befördert worden.
Unruhs Mobilmachungsbestimmung wurde am 30. Juni 1942 aufgehoben. Er starb kurz nach Kriegsende am 4. August 1945 in Berlin-Zehlendorf an Krebs und Unterernährung.